# Turan
 Ovo je glavno značenje pojma Turan. Za druga značenja pogledajte turan (utvrdno graditeljstvo).
Tūrān (moderni perzijski توران) bio je perzijski naziv za središnju Aziju, a naziv doslovno znači „zemlja Tura”. Prvotno je označavao područja sjeverno i sjeveroistočno od današnjeg Irana na kojem su živjeli razni iranski narodi. 
Sličnost izraza Turan s nazivom Turaka i drugih turkijskih naroda je s vremenom perzijski izraz počela povezivati s pojmovima kao što su turanski jezici (za koje se danas rabi precizniji izraz uralo-altajski) i turanidska rasa, te s ideologijom turanizma. Za područja središnje Azije kojima obitavaju turkijski narodi se danas koristi izraz Turkestan.

## Vanjske poveznice
- Iranians and Turanians in the Avesta  Arhivirana inačica izvorne stranice od 27. studenoga 2014. (Wayback Machine)
- Der Schatten von Turan (na njemačkom)
- Hunmagyar.org